# ديفيد وايلد
ديفيد وايلد (3 يوليو 1950 - )  (بالإنجليزية: David Wilde)‏ هو لاعب كريكت بريطاني.